# Atletica leggera agli VIII Giochi paralimpici estivi
L'atletica leggera agli VIII Giochi paralimpici estivi di Seul si è svolta dal 15 al 24 ottobre 1988. Hanno gareggiato 57 nazioni, con 1141 partecipanti (881 uomini e 260 donne), per un totale di 345 eventi, uno dei quali misto. Verificatisi due pareggi, al primo posto nei 100 m piani (cat. 5-6) e al terzo posto nel lancio di precisione (cat. C1), sono state assegnate 346 medaglie d'oro e 347 di bronzo che, con le 344 medaglie d'argento, portano il totale a 1037.

## Nazioni partecipanti
- Argentina (6)
- Australia (76)
- Austria (24)
- Bahamas (4)
- Bahrein (9)
- Belgio (15)
- Brasile (34)
- Bulgaria (3)
- Canada (79)
- Cina (19)
- Cipro (3)
- Colombia (11)
- Corea del Sud (47)
- Danimarca (7)
- Egitto (9)
- Filippine (3)
- Finlandia (24)
- Francia (20)
- Germania Ovest (64)
- Giamaica (4)
- Giappone (64)
- Giordania (4)
- Grecia (2)
- Hong Kong (14)
- India (2)
- Indonesia (10)
- Iran (17)
- Irlanda (33)
- Islanda (3)
- Israele (4)
- Italia (39)
- Jugoslavia (10)
- Kenya (8)
- Kuwait (18)
- Liechtenstein (1)
- Macao (7)
- Malaysia (9)
- Marocco (5)
- Messico (20)
- Norvegia (11)
- Nuova Zelanda (11)
- Oman (5)
- Paesi Bassi (15)
- Polonia (17)
- Portogallo (10)
- Porto Rico (5)
- Regno Unito (64)
- Singapore (7)
- Spagna (11)
- Stati Uniti (195)
- Svezia (13)
- Svizzera (20)
- Thailandia (6)
- Trinidad e Tobago (1)
- Tunisia (1)
- Ungheria (4)
- Unione Sovietica (14)

## Medagliere
Nazione ospitante 
| Posizione | Paese            | Oro | Argento | Bronzo | Totale |
| --------- | ---------------- | --- | ------- | ------ | ------ |
| 1         | Stati Uniti      | 50  | 56      | 56     | 162    |
| 2         | Germania Ovest   | 41  | 36      | 29     | 106    |
| 3         | Regno Unito      | 30  | 22      | 19     | 71     |
| 4         | Canada           | 29  | 28      | 33     | 90     |
| 5         | Unione Sovietica | 21  | 9       | 6      | 36     |
| 6         | Corea del Sud    | 16  | 11      | 9      | 36     |
| 7         | Australia        | 14  | 19      | 20     | 53     |
| 8         | Francia          | 14  | 13      | 11     | 38     |
| 9         | Giappone         | 12  | 6       | 14     | 32     |
| 10        | Svizzera         | 9   | 10      | 9      | 28     |
| 11        | Irlanda          | 9   | 9       | 12     | 30     |
| 12        | Danimarca        | 9   | 4       | 5      | 18     |
| 13        | Austria          | 9   | 3       | 9      | 21     |
| 14        | Belgio           | 8   | 7       | 4      | 19     |
| 15        | Paesi Bassi      | 8   | 3       | 5      | 16     |
| 16        | Messico          | 7   | 7       | 6      | 20     |
| 17        | Finlandia        | 6   | 17      | 6      | 29     |
| 18        | Polonia          | 6   | 5       | 12     | 23     |
| 19        | Spagna           | 6   | 3       | 3      | 12     |
| 20        | Svezia           | 5   | 8       | 6      | 19     |
| 21        | Italia           | 5   | 4       | 13     | 22     |
| 22        | Kuwait           | 5   | 4       | 6      | 15     |
| 23        | Norvegia         | 4   | 7       | 6      | 17     |
| 24        | Cina             | 3   | 10      | 5      | 18     |
| 25        | Brasile          | 3   | 8       | 4      | 15     |
| 26        | Jugoslavia       | 3   | 1       | 9      | 13     |
| 27        | Iran             | 3   | 1       | 3      | 7      |
| 28        | Portogallo       | 2   | 5       | 4      | 11     |
| 29        | Israele          | 2   | 4       | 2      | 8      |
| 30        | Bulgaria         | 2   | 1       | 0      | 3      |
| 31        | Giamaica         | 1   | 4       | 3      | 8      |
| 32        | Porto Rico       | 1   | 2       | 0      | 3      |
| 33        | Bahrein          | 1   | 1       | 1      | 3      |
| 34        | Egitto           | 1   | 1       | 0      | 2      |
| 35        | Islanda          | 1   | 0       | 2      | 3      |
| 36        | Argentina        | 0   | 4       | 1      | 5      |
| 37        | Nuova Zelanda    | 0   | 3       | 6      | 9      |
| 38        | Kenya            | 0   | 3       | 1      | 4      |
| 39        | Indonesia        | 0   | 2       | 0      | 2      |
| 39        | Ungheria         | 0   | 2       | 0      | 2      |
| 41        | Thailandia       | 0   | 1       | 0      | 1      |
| 42        | Hong Kong        | 0   | 0       | 3      | 3      |
| 43        | Grecia           | 0   | 0       | 2      | 2      |
| 43        | Tunisia          | 0   | 0       | 2      | 2      |
| Totale    | Totale           | 346 | 344     | 347    | 1037   |

## Podi

### Gare maschili
| Evento                            | Oro                                                                         | Argento                                                                   | Bronzo                                                                    |
| 100 m 1A                          | Germania Ovest - Hans Lubbering                                             | Stati Uniti - Bart Dodson                                                 | Svizzera - Rainer Küschall                                                |
| 100 m 1B                          | Stati Uniti - Regno Unito - Peter Carruthers                                | Australia - Vincenzo Vallelonga                                           | Stati Uniti - William Furbish                                             |
| 100 m 1C                          | Stati Uniti - Randy Dorman                                                  | Canada - André Beaudoin                                                   | Paesi Bassi - Theo Duyvestijn                                             |
| 100 m 2                           | Germania Ovest - Errol Marklein                                             | Canada - Marc Quessy                                                      | Stati Uniti - Bob Gibson                                                  |
| 100 m 3                           | Germania Ovest - Robert Figl                                                | Svezia - Lars Lofstrom                                                    | Corea del Sud - Duk Ho Hong                                               |
| 100 m 4                           | Corea del Sud - Hee Sang Yu                                                 | Paesi Bassi - Jan Kleinheerenbrink                                        | Corea del Sud - Byung Woo Kim                                             |
| 100 m 5–6                         | Corea del Sud - Bong Ho Lee                                                 | Bahrein - Adel Sultan                                                     | Brasile - Iranilson Loiveira                                              |
| 100 m A1–3/A9/L2                  | Canada - Daniel Wesley                                                      | Francia - Mustapha Badid                                                  | Svezia - Hakan Ericsson                                                   |
| 100 m A2/A9                       | Stati Uniti - Todd Schaffhauser                                             | Australia - Kerrod McGregor                                               | Austria - Andreas Siegl                                                   |
| 100 m A4/A9                       | Stati Uniti - Dennis Oehler                                                 | Australia - Adrian Lowe                                                   | Regno Unito - Robert Barrett                                              |
| 100 m A5/A7                       | Polonia - Jerzy Szlezak                                                     | Germania Ovest - Matthias Bergamo                                         | Cina - Xuewen Qiu                                                         |
| 100 m A6/A8–9                     | Regno Unito - Nigel Coultas                                                 | Canada - William Wiebe                                                    | Australia - Rodney Nugent                                                 |
| 100 m B1                          | Unione Sovietica - Victor Riabochtan                                        | Unione Sovietica - Sergej Sevost'janov                                    | Giappone - Yukio Minami                                                   |
| 100 m B2                          | Unione Sovietica - Alexandre Mokhir                                         | Stati Uniti - Andre Asbury                                                | Spagna - Marcelino Paz                                                    |
| 100 m B3                          | Australia - David Goodman                                                   | Germania Ovest - Uwe Mehlmann                                             | Italia - Aldo Manganaro                                                   |
| 100 m C2                          | Stati Uniti - David Osborn                                                  | Danimarca - Mogens Justesen                                               | Irlanda - Darrin Jordan                                                   |
| 100 m C3                          | Canada - Jamie Bone                                                         | Svezia - Par Boman                                                        | Canada - David Severin                                                    |
| 100 m C4–5                        | Canada - Robert Easton                                                      | Canada - Michael Johner                                                   | Stati Uniti - David Larson                                                |
| 100 m C6                          | Danimarca - Henrik Thomsen                                                  | Regno Unito - Colin Keay                                                  | Giappone - Naoki Matsui                                                   |
| 100 m C7                          | Islanda - Haukur Gunnarsson                                                 | Francia - Michel Bapte                                                    | Hong Kong - Yiu Cheung Cheung                                             |
| 100 m C8                          | Corea del Sud - Hoon Son                                                    | Portogallo - José Rebelo                                                  | Stati Uniti - Thomas Dieti                                                |
| 200 m 1A                          | Germania Ovest - Hans Lubbering                                             | Germania Ovest - Gunther Obert                                            | Svizzera - Giuseppe Forni                                                 |
| 200 m 1B                          | Canada - Serge Raymond                                                      | Svezia - Jan-Owe Mattsson                                                 | Stati Uniti - Bruce Froendt                                               |
| 200 m 1C                          | Canada - André Beaudoin                                                     | Nuova Zelanda - Stuart Minifie                                            | Stati Uniti - Darrell Ray                                                 |
| 200 m 2                           | Germania Ovest - Errol Marklein                                             | Germania Ovest - Wolfgang Petersen                                        | Australia - Mike Nugent                                                   |
| 200 m 3                           | Svezia - Lars Lofstrom                                                      | Belgio - Paul van Winkel                                                  | Germania Ovest - Robert Figl                                              |
| 200 m 4                           | Paesi Bassi - Jan Kleinheerenbrink                                          | Messico - Saúl Mendoza                                                    | Messico - Aaron Gordian                                                   |
| 200 m 5–6                         | Svizzera - Franz Nietlispach                                                | Corea del Sud - Bong Ho Lee                                               | Messico - José Manuel Rios                                                |
| 200 m A1–3/A9/L2                  | Francia - Mustapha Badid                                                    | Canada - Daniel Wesley                                                    | Svezia - Hakan Ericsson                                                   |
| 200 m A4/A9                       | Stati Uniti - Dennis Oehler                                                 | Australia - Adrian Lowe                                                   | Regno Unito - Robert Barrett                                              |
| 200 m A5/A7                       | Polonia - Jerzy Szlezak                                                     | Germania Ovest - Matthias Bergamo                                         | Cina - Xuewen Qiu                                                         |
| 200 m A6/A8–9/L4                  | Regno Unito - Nigel Coultas                                                 | Finlandia - Harri Jauhiainen                                              | Australia - Rodney Nugent                                                 |
| 200 m C2                          | Stati Uniti - David Osborn                                                  | Irlanda - Darrin Jordan                                                   | Danimarca - Mogens Justesen                                               |
| 200 m C3                          | Canada - Jamie Bone                                                         | Stati Uniti - Rene Rivera                                                 | Svezia - Par Boman                                                        |
| 200 m C4-5                        | Canada - Robert Easton                                                      | Canada - Gino Vendetti                                                    | Canada - Michael Johner                                                   |
| 200 m C6                          | Regno Unito - Colin Keay                                                    | Danimarca - Henrik Thomsen                                                | Regno Unito - Gordon Robertson                                            |
| 200 m C7                          | Australia - Brad Hill                                                       | Corea del Sud - Sung Kook Kang                                            | Islanda - Haukur Gunnarsson                                               |
| 200 m C8                          | Corea del Sud - Hoon Son                                                    | Portogallo - José Rebelo                                                  | Australia - Robert Biancucci                                              |
| 400 m 1A                          | Germania Ovest - Gunther Obert                                              | Germania Ovest - Hans Lubbering                                           | Germania Ovest - Heinrich Koeberle                                        |
| 400 m 1B                          | Canada - Clayton Gerein                                                     | Canada - Daryl Stubel                                                     | Svezia - Jan-Owe Mattsson                                                 |
| 400 m 1C                          | Stati Uniti - Jeff Worthington                                              | Canada - André Beaudoin                                                   | Stati Uniti - Darrell Ray                                                 |
| 400 m 2                           | Germania Ovest - Errol Marklein                                             | Stati Uniti - Richard Espinosa                                            | Regno Unito - Chris Hallam                                                |
| 400 m 3                           | Belgio - Paul van Winkel                                                    | Germania Ovest - Robert Figl                                              | Svezia - Lars Lofstrom                                                    |
| 400 m 4                           | Francia - Farid Amarouche                                                   | Paesi Bassi - Roelof Keen                                                 | Paesi Bassi - Jan Kleinheerenbrink                                        |
| 400 m 5–6                         | Svizzera - Franz Nietlispach                                                | Stati Uniti - John Anderson                                               | Corea del Sud - Bong Ho Lee                                               |
| 400 m A1–3/A9/L2                  | Svezia - Hakan Ericsson                                                     | Canada - Daniel Wesley                                                    | Canada - Ted Vince                                                        |
| 400 m A4/A9                       | Stati Uniti - Dennis Oehler                                                 | Australia - Adrian Lowe                                                   | Australia - Andrew O'Sullivan                                             |
| 400 m A5/A7                       | Canada - Jeff Tiessen                                                       | Polonia - Jerzy Szlezak                                                   | Jugoslavia - Slobodan Adzic                                               |
| 400 m A6/A8–9/L4                  | Finlandia - Harri Jauhiainen                                                | Regno Unito - Nigel Coultas                                               | Corea del Sud - Duk Ki Kim                                                |
| 400 m B1                          | Unione Sovietica - Victor Riabochtan                                        | Brasile - César Antônio Gualberto                                         | Italia - Claudio Costa                                                    |
| 400 m B2                          | Austria - Kurt Prall                                                        | Brasile - Elmo Ribeiro                                                    | Unione Sovietica - Anatoly Pomykalov                                      |
| 400 m B3                          | Regno Unito - Simon Butler                                                  | Stati Uniti - Brian Pegram                                                | Australia - Jason Walsh                                                   |
| 400 m C2                          | Stati Uniti - David Osborn                                                  | Danimarca - Mogens Justesen                                               | Irlanda - Darrin Jordan                                                   |
| 400 m C3                          | Canada - Jamie Bone                                                         | Stati Uniti - Rene Rivera                                                 | Canada - David Severin                                                    |
| 400 m C4-5                        | Stati Uniti - David Larson                                                  | Canada - Michael Johner                                                   | Stati Uniti - Brian White                                                 |
| 400 m C6                          | Regno Unito - Colin Keay                                                    | Regno Unito - Gordon Robertson                                            | Tunisia - Monaam Elabed                                                   |
| 400 m C7                          | Corea del Sud - Sung Kook Kang                                              | Australia - Brad Hill                                                     | Islanda - Haukur Gunnarsson                                               |
| 400 m C8                          | Stati Uniti - Thomas Dietz                                                  | Australia - Robert Biancucci                                              | Portogallo - José Rebelo                                                  |
| 800 m 1A                          | Germania Ovest - Gunther Obert                                              | Germania Ovest - Hans Lubbering                                           | Germania Ovest - Heinrich Koeberle                                        |
| 800 m 1B                          | Canada - Clayton Gerein                                                     | Svizzera - Peter Schmid                                                   | Svezia - Jan-Owe Mattsson                                                 |
| 800 m 1C                          | Stati Uniti - Jeff Worthington                                              | Stati Uniti - John Brewer                                                 | Canada - André Beaudoin                                                   |
| 800 m 2                           | Canada - Paul Clark                                                         | Svizzera - Heinz Frei                                                     | Germania Ovest - Wolfgang Petersen                                        |
| 800 m 3                           | Belgio - Paul van Winkel                                                    | Svezia - Lars Lofstrom                                                    | Canada - André Viger                                                      |
| 800 m 4                           | Stati Uniti - Rafael Ibarra                                                 | Francia - Farid Amarouche                                                 | Messico - Saúl Mendoza                                                    |
| 800 m 5–6                         | Svizzera - Franz Nietlispach                                                | Stati Uniti - John Anderson                                               | Canada - Jeff Adams                                                       |
| 800 m A1–3/A9/L2                  | Canada - Daniel Wesley                                                      | Svezia - Hakan Ericsson                                                   | Stati Uniti - Kevin Orr Francia - Philippe Couprie                        |
| 800 m A6/A8–9/L4                  | Spagna - Angel Marin                                                        | Finlandia - Harri Jauhiainen                                              | Francia - Jean-Yves Arvier                                                |
| 800 m B1                          | Regno Unito - Robert Matthews                                               | Italia - Claudio Costa                                                    | Canada - Keith Myette                                                     |
| 800 m B2                          | Regno Unito - Noel Thatcher                                                 | Unione Sovietica - Anatoly Pomykalov                                      | Francia - Michel Pavon                                                    |
| 800 m B3                          | Regno Unito - Anthony Hamilton                                              | Unione Sovietica - Farzat Timerboulatov                                   | Stati Uniti - Tyrone Branch                                               |
| 800 m C2                          | Stati Uniti - David Osborn                                                  | Danimarca - Mogens Justesen                                               | Canada - Ken Thomas                                                       |
| 800 m C7                          | Belgio - Benny Govaerts                                                     | Corea del Sud - Sung Kook Kang                                            | Canada - Robert Mearns                                                    |
| 800 m C8                          | Australia - Robert Biancucci                                                | Stati Uniti - Keith Pittman                                               | Spagna - Javier Salmeron                                                  |
| 1500 m 1A                         | Germania Ovest - Heinrich Koeberle                                          | Germania Ovest - Gunther Obert                                            | Stati Uniti - Bart Dodson                                                 |
| 1500 m 1B                         | Canada - Serge Raymond                                                      | Canada - Clayton Gerein                                                   | Svizzera - Peter Schmid                                                   |
| 1500 m 1C                         | Stati Uniti - Jeff Worthington                                              | Stati Uniti - John Brewer                                                 | Australia - Alan Dufty                                                    |
| 1500 m 2                          | Svizzera - Heinz Frei                                                       | Canada - Paul Clark                                                       | Germania Ovest - Wolfgang Petersen                                        |
| 1500 m 3                          | Svezia - Lars Lofstrom                                                      | Belgio - Paul van Winkel                                                  | Germania Ovest - Gregor Golombek                                          |
| 1500 m 4                          | Francia - Farid Amarouche                                                   | Francia - Jean Francois Poitevin                                          | Stati Uniti - Robert Courtney                                             |
| 1500 m 5–6                        | Svizzera - Franz Nietlispach                                                | Stati Uniti - John Anderson                                               | Canada - Jeff Adams                                                       |
| 1500 m A1–3/A9/L2                 | Francia - Mustapha Badid                                                    | Canada - Daniel Wesley                                                    | Francia - Philippe Couprie                                                |
| 1500 m A6/A8–9/L4                 | Spagna - Angel Marin                                                        | Finlandia - Kai Pirttijarvi                                               | Egitto - Sameh Ahmed                                                      |
| 1500 m B1                         | Regno Unito - Robert Matthews                                               | Norvegia - Terje Loevaas                                                  | Norvegia - Tofiri Kibuuka                                                 |
| 1500 m B2                         | Spagna - Mariano Ruiz                                                       | Regno Unito - Noel Thatcher                                               | Francia - Michel Pavon                                                    |
| 1500 m B3                         | Regno Unito - Anthony Hamilton                                              | Unione Sovietica - Farzat Timerboulatov                                   | Stati Uniti - Tyrone Branch                                               |
| 1500 m C7                         | Belgio - Benny Govaerts                                                     | Jugoslavia - Rudolf Kocmut                                                | Canada - Robert Mearns                                                    |
| 1500 m C8                         | Finlandia - Ari Lehto                                                       | Irlanda - John McGuinness                                                 | Regno Unito - Stephen Syndercombe                                         |
| 3000 m corsa campestre C6         | Regno Unito - James Sands                                                   | Corea del Sud - Dae Kwan Kim                                              | Tunisia - Monaam Elabed                                                   |
| 5000 m corsa campestre C7         | Belgio - Benny Govaerts                                                     | Germania Ovest - Dieter Carius                                            | Canada - David Howe                                                       |
| 5000 m corsa campestre C8         | Finlandia - Ari Lehto                                                       | Regno Unito - Gerard McConnell                                            | Irlanda - John McGuinness                                                 |
| 5000 m 1A                         | Germania Ovest - Heinrich Koeberle                                          | Germania Ovest - Hans Lubbering                                           | Germania Ovest - Gunther Obert                                            |
| 5000 m 1B                         | Canada - Clayton Gerein                                                     | Svezia - Jan-Owe Mattsson                                                 | Svizzera - Peter Schmid                                                   |
| 5000 m 1C                         | Stati Uniti - Jeff Worthington                                              | Germania Ovest - Johann Kastner                                           | Italia - Carmelo Addaris                                                  |
| 5000 m 2                          | Germania Ovest - Wolfgang Petersen                                          | Svizzera - Heinz Frei                                                     | Germania Ovest - Errol Marklein                                           |
| 5000 m 3                          | Belgio - Paul van Winkel                                                    | Germania Ovest - Gregor Golombek                                          | Canada - André Viger                                                      |
| 5000 m 4                          | Francia - Farid Amarouche                                                   | Francia - Jean Francois Poitevin                                          | Messico - Saúl Mendoza                                                    |
| 5000 m 5–6                        | Svizzera - Franz Nietlispach                                                | Messico - Jose Manuel Rios                                                | Paesi Bassi - Iwan van Breemen                                            |
| 5000 m A1–3/A9/L2                 | Francia - Mustapha Badid                                                    | Canada - Daniel Wesley                                                    | Stati Uniti - Kevin Orr                                                   |
| 5000 m A6/A8–9/L4                 | Spagna - Angel Marin                                                        | Corea del Sud - Hyun Sik Hwang                                            | Jugoslavia - Slobodan Adzic                                               |
| 5000 m B1                         | Regno Unito - Robert Matthews                                               | Norvegia - Tofiri Kibuuka                                                 | Norvegia - Terje Loevaas                                                  |
| 5000 m B2                         | Spagna - Mariano Ruiz                                                       | Francia - Michel Pavon                                                    | Unione Sovietica - Anatoly Pomykalov                                      |
| 5000 m B3                         | Stati Uniti - Carlos Talbott                                                | Regno Unito - Mark Farnell                                                | Stati Uniti - Leamon Stansell                                             |
| 10000 m 2                         | Svizzera - Heinz Frei                                                       | Germania Ovest - Wolfgang Petersen                                        | Svizzera - Jean-Marc Berset                                               |
| 10000 m 3                         | Germania Ovest - Gregor Golombek                                            | Canada - André Viger                                                      | Svizzera - Urs Scheidegger                                                |
| 10000 m 4                         | Francia - Jean Francois Poitevin                                            | Francia - Farid Amarouche                                                 | Finlandia - Antti Dahlberg                                                |
| 10000 m 5                         | Paesi Bassi - Iwan van Breemen                                              | Stati Uniti - Jonathon Puffenberger                                       | Kuwait - Nezar Ahmad                                                      |
| 10000 m A6/A8–9/L4                | Corea del Sud - Hyun Sik Hwang                                              | Finlandia - Jari Naranen                                                  | Francia - Jean-Yves Arvier                                                |
| Maratona 1A                       | Germania Ovest - Heinrich Koeberle                                          | Svizzera - Rainer Küschall                                                | Stati Uniti - Bart Dodson                                                 |
| Maratona 1B                       | Canada - Serge Raymond                                                      | Svezia - Jan-Owe Mattsson                                                 | Canada - Clayton Gerein                                                   |
| Maratona 1C                       | Stati Uniti - John Brewer                                                   | Australia - Alan Dufty                                                    | Germania Ovest - Johann Kastner                                           |
| Maratona 2                        | Canada - Marc Quessy                                                        | Canada - Paul Clark                                                       | Stati Uniti - Michael Trujillo                                            |
| Maratona 3                        | Canada - André Viger                                                        | Svizzera - Urs Scheidegger                                                | Stati Uniti - Phil Carpenter                                              |
| Maratona 4                        | Francia - Jean Francois Poitevin                                            | Francia - Farid Amarouche                                                 | Stati Uniti - Rafael Ibarra                                               |
| Maratona 5-6                      | Stati Uniti - Jonathon Puffenberger                                         | Stati Uniti - Tom Foran                                                   | Austria - Georg Schrattenecker                                            |
| Maratona A1–3/A9/L1–2             | Francia - Mustapha Badid                                                    | Francia - Philippe Couprie                                                | Canada - Ted Vince                                                        |
| Maratona B1                       | Norvegia - Joerund Gaasemyr                                                 | Israele - David Jakubovich                                                | Brasile - Carlos Roberto Sestrem                                          |
| Maratona B2                       | Regno Unito - Stephen Brunt                                                 | Francia - Paul Collet                                                     | Nuova Zelanda - David Mills                                               |
| Maratona B3                       | Stati Uniti - Carlos Talbott                                                | Regno Unito - Mark Farnell                                                | Polonia - Wieslaw Miech                                                   |
| Staffetta 4×100 m 1A–1C           | Stati Uniti Bart Dodson William Furbish Darrell Ray Jeff Worthington        | Australia Richard Cordukes Michael Desanto Alan Dufty Vincenzo Vallelonga | Italia Carmelo Addaris Gennaro Maisto Rodolfo Rossi Alvise De Vidi        |
| Staffetta 4×100 m 2–6             | Germania Ovest Robert Figl Gregor Golombek Errol Marklein Wolfgang Petersen | Corea del Sud Duk Ho Hong Byung Woo Kim Bong Ho Lee Min Ho Yu             | Stati Uniti Robert Courtney Frank Epperson Bob Gibson Abu Yilla           |
| Staffetta 4×100 m A2/A4–7         | Australia Adrian Lowe Rodney Nugent Nigel Parsons Jason Smart               | Cina Zhongxing Qin Xuewen Qiu Chang Ting Sun Shaomin Yang                 | Stati Uniti Ronnie Alsup Matthew Bulow Rick Hoang Dennis Oehler           |
| Staffetta 4×100 m C7–8            | Corea del Sud Duk Kwun Hong Sung Kook Kang Hoon Son Soon Dal Song           | Stati Uniti Thomas Dietz Keith Pittman Scott Row Gregoy Taylor            | Hong Kong Shing Chung Chan Wai Hung Chan Siu Hung Chang Yiu Cheung Cheung |
| Staffetta 4×200 m 1A–1C           | Stati Uniti Bart Dodson Russ Monroe Jeff Worthington Dylan Young            | Svizzera Daniel Joggi Rainer Küschall Peter Schmid Eric Walter            | Australia Richard Cordukes Michael Desanto Alan Dufty Vincenzo Vallelonga |
| Staffetta 4×200 m 2–6             | Germania Ovest Robert Figl Gregor Golombek Errol Marklein Wolfgang Petersen | Svizzera Vince Cavicchia Guido Muller Franz Nietlispach Urs Scheidegger   | Corea del Sud Duk Ho Hong Byung Woo Kim Bong Ho Lee Hee Sang Yu           |
| Staffetta 4×400 m 2–6             | Germania Ovest Robert Figl Gregor Golombek Wolfgang Petersen Sigg Winfried  | Svizzera Jean-Marc Berset Guido Muller Franz Nietlispach Urs Scheidegger  | Stati Uniti Phil Carpenter Robert Courtney Rafael Ibarra Mike Trijillo    |
| Staffetta 4×400 m A2/A4–7         | Australia Adrian Lowe Rodney Nugent Andrew O'Sullivan Nigel Parsons         | Cina Zhongxing Qin Xuewen Qiu Chang Ting Sun Hui Yun Wang                 | Germania Ovest Matthias Berg Max Buchin Axel Hecker Jurgen Johann         |
| Salto in alto A2/A9               | Canada - Arnold Boldt                                                       | Austria - Andreas Siegl                                                   | Germania Ovest - Gunther Beltiz                                           |
| Salto in alto A4/A9               | Stati Uniti - Ronnie Alsup                                                  | Australia - Michael Hackett                                               | Germania Ovest - Jurgen Johann                                            |
| Salto in alto A6/A8–9/L6          | Regno Unito - Nigel Coultas                                                 | Cina - Shaomin Yang                                                       | Australia - Rodney Nugent                                                 |
| Salto in alto B1                  | Italia - Italo Sacchetto                                                    | Indonesia - Hadi Abdulaziz                                                | Giappone - Yukio Minani                                                   |
| Salto in alto B2                  | Unione Sovietica - Vadim Kalmykov                                           | Germania Ovest - Norbert Antlitz                                          | Giappone - Masanobi Horiuchi                                              |
| Salto in alto B3                  | Unione Sovietica - Oleg Chepel                                              | Giappone - Hiroaki Nakamura                                               | Belgio - Danny de Meersman                                                |
| Salto in lungo A2/A9              | Stati Uniti - Albert Mead                                                   | Canada - Arnold Boldt                                                     | Australia - Kerrod McGregor                                               |
| Salto in lungo A4/A9              | Stati Uniti - Ronnie Alsup                                                  | Cina - Chang Ting Sun                                                     | Stati Uniti - Matthew Bulow                                               |
| Salto in lungo A6/A8–9/L6         | Australia - Rodney Nugent                                                   | Cina - Shaomin Yang                                                       | Grecia - Georgios Toptsis                                                 |
| Salto in lungo B1                 | Giappone - Mineho Ozaki                                                     | Spagna - Antonio Delgado                                                  | Unione Sovietica - Victor Riabochtan                                      |
| Salto in lungo B2                 | Unione Sovietica - Vadim Kalmykov                                           | Stati Uniti - Andre Asbury                                                | Giappone - Yukio Mita                                                     |
| Salto in lungo B3                 | Unione Sovietica - Oleg Chepel                                              | Germania Ovest - Ulrich Striegel                                          | Regno Unito - Simon Butler                                                |
| Salto in lungo C7                 | Francia - Michel Bapte                                                      | Finlandia - Antti Makinen                                                 | Finlandia - Timo Solmari                                                  |
| Salto in lungo C8                 | Corea del Sud - Hoon Son                                                    | Stati Uniti - Thomas Dietz                                                | Stati Uniti - Keith Pittman                                               |
| Salto triplo A6/A8–9/L6           | Australia - Rodney Nugent                                                   | Cina - Shaomin Yang                                                       | Cina - Zhongxing Qin                                                      |
| Salto triplo B1                   | Giappone - Mineho Ozaki                                                     | Unione Sovietica - Sergej Sevost'janov                                    | Spagna - José Manuel Rodríguez Ibáñez                                     |
| Salto triplo B2                   | Unione Sovietica - Vadim Kalmykov                                           | Giappone - Yukio Mita                                                     | Jugoslavia - Ante Pehar                                                   |
| Salto triplo B3                   | Germania Ovest - Ulrich Striegel                                            | Bulgaria - Donko Angelov                                                  | Giappone - Shoichi Otsuka                                                 |
| Lancio della clava 1A             | Germania Ovest - Edund Weber                                                | Argentina - José Daniel Haylan                                            | Italia - Paolo D'Agostino                                                 |
| Lancio della clava C2             | Corea del Sud - Se Ho Park                                                  | Regno Unito - Steven Varden                                               | Irlanda - Thomas Leahy                                                    |
| Lancio della clava C4             | Regno Unito - Michael Walker                                                | Regno Unito - Norman Burns                                                | Austria - Josef Fuchs                                                     |
| Lancio della clava C5             | Regno Unito - Paul Williams                                                 | Stati Uniti - Denton Johnson                                              | Germania Ovest - Michael Quickert                                         |
| Lancio della clava C6             | Giappone - Naoki Matsui                                                     | Corea del Sud - Tae Joon Kwon                                             | Kuwait - Fahed Al-Mutairi                                                 |
| Lancio del disco 1A               | Germania Ovest - Edund Weber                                                | Argentina - Jose Daniel Haylan                                            | Argentina - Carlos Maslup                                                 |
| Lancio del disco 1B               | Canada - Richard Reelie                                                     | Stati Uniti - Douglas Heir                                                | Stati Uniti - Gabriel Diaz de Leon                                        |
| Lancio del disco 1C               | Brasile - Luís Claúdio Pereira                                              | Germania Ovest - Siegmar Henker                                           | Nuova Zelanda - Grant Buchanan                                            |
| Lancio del disco 2                | Irlanda - John Twomey                                                       | Canada - Gary Schaff                                                      | Australia - Bruce Wallrodt                                                |
| Lancio del disco 3                | Iran - Mokhtar Nourafshan                                                   | Canada - Stewart McKeown                                                  | Iran - Reza Chavoshi                                                      |
| Lancio del disco 4                | Austria - Luis Grieb                                                        | Australia - Terry Giddy                                                   | Canada - Jacques Martin                                                   |
| Lancio del disco 5                | Egitto - Mohamed Abdulla Mohamed                                            | Regno Unito - John Harris                                                 | Francia - Rudi van den Abbeele                                            |
| Lancio del disco 6                | Israele - Nachman Wolf                                                      | Kuwait - Ayad Al-Ali                                                      | Australia - Rene Ahrens                                                   |
| Lancio del disco A1–3/A9/L3       | Austria - Walter Pichler                                                    | Canada - John Belanger                                                    | Iran - Hassan Samavati                                                    |
| Lancio del disco A2/A9            | Australia - Kerrod McGregor                                                 | Germania Ovest - Roberto Simonazzi                                        | Australia - John Eden                                                     |
| Lancio del disco A3/A9            | Irlanda - Ronan Tynan                                                       | Cina - Bin Zhao                                                           | Germania Ovest - Hubert Burschgens                                        |
| Lancio del disco A4/A9            | Cina - Zhen Yu Yao                                                          | Germania Ovest - Hans Joseflak                                            | Stati Uniti - Scott Ison                                                  |
| Lancio del disco A6/A8–9/L6       | Polonia - Jerzy Dabrowski                                                   | Germania Ovest - Thomas Nuss                                              | Finlandia - Harri Jauhiainen                                              |
| Lancio del disco B1               | Stati Uniti - Richard Ruffalo                                               | Stati Uniti - Leroy Franks                                                | Finlandia - Pekka Kujala                                                  |
| Lancio del disco B2               | Bulgaria - Gueorgui Sakelarov                                               | Finlandia - Raimo Heikkinen                                               | Polonia - Andrzej Godlewski                                               |
| Lancio del disco B3               | Australia - Russell Short                                                   | Regno Unito - Jonathan Ward                                               | Stati Uniti - Garland Burris                                              |
| Lancio del disco C3               | Irlanda - Paul Cassin                                                       | Germania Ovest - Walter Spangler                                          | Jugoslavia - Zeljko Dereta                                                |
| Lancio del disco C4               | Regno Unito - Michael Walker                                                | Norvegia - Ragnar Anundsen                                                | Stati Uniti - Eric Owens                                                  |
| Lancio del disco C5               | Regno Unito - Paul Williams                                                 | Paesi Bassi - Willem Noorduin                                             | Italia - Giovanni Loiacono                                                |
| Lancio del disco C7               | Austria - Anton Scheiber                                                    | Finlandia - Timo Solmari                                                  | Paesi Bassi - Ruud Sybes                                                  |
| Lancio del disco L5               | Regno Unito - Ian Hayden                                                    | Regno Unito - Brian Lessiter                                              | Polonia - Miroslaw Waliszewski                                            |
| Distance throw C1                 | Corea del Sud - Keung Ho Ku                                                 | Corea del Sud - Keung Ho Lee                                              | Corea del Sud - Ji Hwan Yun                                               |
| Lancio del giavellotto 1B         | Canada - Richard Reelie                                                     | Stati Uniti - Douglas Heir                                                | Grecia - Christos Agourakis                                               |
| Lancio del giavellotto 1C         | Brasile - Luís Cláudio Pereira                                              | Germania Ovest - Siegmar Henker                                           | Jugoslavia - Milorad Nikolic                                              |
| Lancio del giavellotto 2          | Australia - Bruce Wallrodt                                                  | Finlandia - Matti Leinonen                                                | Germania Ovest - Hermann Nortmann                                         |
| Lancio del giavellotto 3          | Svezia - Mats Laveborn                                                      | Finlandia - Mikael Saleva                                                 | Jugoslavia - Marjan Peternelj                                             |
| Lancio del giavellotto 4          | Iran - Hadi Yar-Ahmadi                                                      | Giamaica - Jefferson Davis                                                | Germania Ovest - Johann Schuhbauer                                        |
| Lancio del giavellotto 5          | Iran - Javad Abdollahzadeh                                                  | Kenya - Samson Mosoti                                                     | Regno Unito - Leslie Jones                                                |
| Lancio del giavellotto 6          | Kuwait - Adnan Al-Khulefi                                                   | Israele - Nachman Wolf                                                    | Kuwait - Aly Mohamed                                                      |
| Lancio del giavellotto A1–3/A9/L3 | Polonia - Slawomir Karpinski                                                | Canada - John Belanger                                                    | Stati Uniti - John Jerome                                                 |
| Lancio del giavellotto A2/A9      | Paesi Bassi - Jos van der Donk                                              | Germania Ovest - Roberto Simonazzi                                        | Australia - Kerrod McGregor                                               |
| Lancio del giavellotto A3/A9      | Germania Ovest - Hubert Burschgens                                          | Thailandia - Sakul Kumtan                                                 | Irlanda - Ronan Tynan                                                     |
| Lancio del giavellotto A4/A9      | Finlandia - Erkki Kasma                                                     | Canada - James Enright                                                    | Cina - Chang Ting Sun                                                     |
| Lancio del giavellotto A6/A8–9/L6 | Austria - Harald Roth                                                       | Polonia - Jerzy Dabrowski                                                 | Giappone - Toshiaki Ogura                                                 |
| Lancio del giavellotto B1         | Unione Sovietica - Vitautas Guirnus                                         | Finlandia - Timo Sulisalo                                                 | Giappone - Mineho Ozaki                                                   |
| Lancio del giavellotto B2         | Unione Sovietica - Alexandre Mokhir                                         | Finlandia - Raimo Heikkinen                                               | Polonia - Andrzej Godlewski                                               |
| Lancio del giavellotto B3         | Australia - Russell Short                                                   | Polonia - Jan Brzegowski                                                  | Unione Sovietica - Andrei Kolyvanov                                       |
| Lancio del giavellotto C4         | Regno Unito - Michael Walker                                                | Regno Unito - Norman Burns                                                | Norvegia - Ragnar Anundsen                                                |
| Lancio del giavellotto C5         | Regno Unito - Paul Williams                                                 | Stati Uniti - Denton Johnson                                              | Germania Ovest - Michael Quickert                                         |
| Lancio del giavellotto C6         | Corea del Sud - Tae Joon Kwon                                               | Brasile - Claudio Nunes Silva                                             | Germania Ovest - Stefan Krieger                                           |
| Lancio del giavellotto C7         | Finlandia - Antti Makinen                                                   | Corea del Sud - Jang Hwan Koh                                             | Norvegia - Knut Amundsen                                                  |
| Lancio del giavellotto L4         | Regno Unito - Ian Hayden                                                    | Stati Uniti - Scott Danberg                                               | Polonia - Miroslaw Maliszewski                                            |
| Lancio del giavellotto L5         | Germania Ovest - Dirk Mimberg                                               | Iran - Ahmad Rezaei                                                       | Francia - Eric Laderval                                                   |
| Precision throw C1                | Corea del Sud - Keung Ho Ku Stati Uniti - Jayesh Amin                       | Portogallo - António Marques                                              | Portogallo - João Alves                                                   |
| Getto del peso 1A                 | Germania Ovest - Edund Weber                                                | Argentina - Jose Daniel Haylan                                            | Regno Unito - James Richardson                                            |
| Getto del peso 1B                 | Canada - Richard Reelie                                                     | Stati Uniti - Douglas Heir                                                | Stati Uniti - Gabriel Diaz de Leon                                        |
| Getto del peso 1C                 | Brasile - Luís Cláudio Pereira                                              | Germania Ovest - Siegmar Henker                                           | Nuova Zelanda - Grant Buchanan                                            |
| Getto del peso 2                  | Australia - Bruce Wallrodt                                                  | Regno Unito - Kevan McNicholas                                            | Kuwait - Mubarak Al-Enezi                                                 |
| Getto del peso 3                  | Svezia - Mats Laveborn                                                      | Finlandia - Mikael Saleva                                                 | Canada - Stewart McKeown                                                  |
| Getto del peso 4                  | Canada - Jacques Martin                                                     | Stati Uniti - Arnold Astrada                                              | Regno Unito - Terence Hopkins                                             |
| Getto del peso 5                  | Polonia - Jacek Kowalik                                                     | Regno Unito - Ernest Guild                                                | Egitto - Mohamed Abdulla Mohamed                                          |
| Getto del peso 6                  | Kuwait - Husain Al-Enezi                                                    | Israele - Nachman Wolf                                                    | Kuwait - Ayad Al-Ali                                                      |
| Getto del peso A1–3/A9/L3         | Austria - Walter Pichler                                                    | Stati Uniti - John Jerome                                                 | Canada - John Belanger                                                    |
| Getto del peso A2/A9              | Germania Ovest - Roberto Simonazzi                                          | Ungheria - Istvan Nanasi                                                  | Polonia - Andrzej Zmitrowicz                                              |
| Getto del peso A3/A9              | Germania Ovest - Hubert Burschgens                                          | Irlanda - Ronan Tynan                                                     | Cina - Bin Zhao                                                           |
| Getto del peso A4/A9              | Giappone - Yuichi Yamamoto                                                  | Indonesia - Soeparni Soeparni                                             | Stati Uniti - Scott Ison                                                  |
| Getto del peso A6/A8–9/L6         | Polonia - Jerzy Dabrowski                                                   | Giappone - Toshiaki Ogura                                                 | Germania Ovest - Thomas Nuss                                              |
| Getto del peso B1                 | Stati Uniti - James Neppl                                                   | Stati Uniti - Richard Ruffalo                                             | Finlandia - Pekka Kujala                                                  |
| Getto del peso B2                 | Bulgaria - Gueorgui Sakelarov                                               | Finlandia - Urpo Vainio                                                   | Polonia - Andrzej Godlewski                                               |
| Getto del peso B3                 | Regno Unito - Jonathan Ward                                                 | Ungheria - Denes Nagy                                                     | Australia - Russell Short                                                 |
| Getto del peso C2                 | Corea del Sud - Se Ho Park                                                  | Irlanda - Thomas Leahy                                                    | Kuwait - Khaled Khaled                                                    |
| Getto del peso C3                 | Irlanda - Martin Costello                                                   | Stati Uniti - Phillip Laing                                               | Germania Ovest - Walter Spangler                                          |
| Getto del peso C4                 | Regno Unito - Michael Walker                                                | Norvegia - Ragnar Anundsen                                                | Irlanda - Gerard Naughton                                                 |
| Getto del peso C5                 | Stati Uniti - Denton Johnson                                                | Regno Unito - Paul Williams                                               | Austria - Momfred Atteneder                                               |
| Getto del peso C6                 | Belgio - Alex Hermans                                                       | Germania Ovest - Heinz Bohlander                                          | Brasile - Sebastião Antônio Neto                                          |
| Getto del peso C7                 | Austria - Anton Scheiber                                                    | Finlandia - Timo Solmari                                                  | Paesi Bassi - Ruud Sybes                                                  |
| Getto del peso C8                 | Finlandia - Marko Luukkanen                                                 | Stati Uniti - Michael McDevitt                                            | Stati Uniti - Thomas Dietz                                                |
| Getto del peso L4                 | Germania Ovest - Peter Hermann                                              | Regno Unito - Ian Hayden                                                  | Regno Unito - Brian Lessiter                                              |
| Getto del peso L5                 | Germania Ovest - Dirk Mimberg                                               | Germania Ovest - Rainer Guhl                                              | Iran - Ali Asghar Hadizadeh                                               |
| Kick ball C2                      | Irlanda - Michael McCormack                                                 | Portogallo - Manuel Baltazar                                              | Irlanda - David Boland                                                    |
| Slalom 1A'                        | Bahrein - Khaled Al Saqer                                                   | Argentina - Carlos Maslup                                                 | Bahrein - Ali Alhasan                                                     |
| Slalom 1B                         | Giappone - Akihiko Onodera                                                  | Svizzera - Eric Walter                                                    | Australia - Vincenzo Vallelonga                                           |
| Slalom 1C                         | Giappone - Kiichiro Hashiba                                                 | Kuwait - Tareq Al-Naser                                                   | Italia - Carmelo Addaris                                                  |
| Slalom 2                          | Corea del Sud - In Kwon Jung                                                | Nuova Zelanda - Graham Condon                                             | Giappone - Kazumi Kanazawa                                                |
| Slalom 3'                         | Giappone - Seiji Hayashi                                                    | Giappone - Takao Ishii                                                    | Giappone - Takeshi Iwasaki                                                |
| Slalom 4                          | Giappone - Katsuaki Takemura                                                | Svezia - Rolf Johansson                                                   | Giappone - Yasuhiro Fujikawa                                              |
| Slalom 5–6                        | Svizzera - Franz Nietlispach                                                | Kuwait - Nezar Ahmad                                                      | Giappone - Teruo Nozaki                                                   |
| Slalom C1                         | Danimarca - Henrik Jorgensen                                                | Regno Unito - Terry Hudson                                                | Canada - Terry Robinson                                                   |
| Slalom C2                         | Irlanda - Darrin Jordan                                                     | Stati Uniti - David Osborn                                                | Danimarca - Mansoor Siddiqi                                               |
| Slalom C4–5                       | Stati Uniti - Eric Owens                                                    | Regno Unito - Norman Burns                                                | Australia - Matthew van Eldik                                             |
| Pentathlon 1C'                    | Germania Ovest - Siegmar Henker                                             | Brasile - Luís Claúdio Pereira                                            | Austria - Christoph Etzlstorfer                                           |
| Pentathlon 2                      | Germania Ovest - Hermann Nortmann                                           | Finlandia - Matti Leinonen                                                | Stati Uniti - Kevin Saunders                                              |
| Pentathlon 3                      | Germania Ovest - Peter Weidkamp                                             | Austria - Josef Loisinger                                                 | Italia - Renato Misturini                                                 |
| Pentathlon 4                      | Austria - Walter Pfaller                                                    | Belgio - Remi van Ophem                                                   | Germania Ovest - Johann Schuhbauer                                        |
| Pentathlon 5–6                    | Francia - Rudi van den Abbeele                                              | Germania Ovest - Eugen Weiberle                                           | Kuwait - Adnan Al-Khulefi                                                 |
| Pentathlon A4/A9'                 | Austria - Manfred Hartl                                                     | Australia - Bradley Thomas                                                | Italia - Alessandro Kuris                                                 |
| Pentathlon B1                     | Unione Sovietica - Vitautas Guirnus                                         | Unione Sovietica - Sergej Sevost'janov                                    | Polonia - Zbigniew Kubacki                                                |
| Pentathlon B2                     | Unione Sovietica - Vadim Kalmykov                                           | Unione Sovietica - Alexandre Mokhir                                       | Stati Uniti - James Osmon                                                 |
| Pentathlon B3                     | Unione Sovietica - Oleg Chepel                                              | Finlandia - Hannu Argillander                                             | Regno Unito - Jonathan Ward                                               |

### Gare femminili
| Evento                            | Oro                                                                         | Argento                                                                 | Bronzo                                                                     |
| 100 m 1C                          | Messico - Leticia Torres                                                    | Germania Ovest - Yolande Hansen                                         | Stati Uniti - Mary Thompson                                                |
| 100 m 2                           | Italia - Francesca Porcellato                                               | Stati Uniti - Brenda Zajac                                              | Messico - Dora Garcia                                                      |
| 100 m 3                           | Italia - Sabrina Bulleri                                                    | Canada - Debbi Kostelyk                                                 | Corea del Sud - Min Ok Lee                                                 |
| 100 m 4                           | Stati Uniti - Charla Ramsey                                                 | Messico - Cecilia Vazquez                                               | Belgio - Marie-Line Pollet                                                 |
| 100 m 5–6                         | Messico - Juana Soto\| Francia - Martine Prieur                             |                                                                         | Australia - Deahnne McIntyre                                               |
| 100 m A1–3/A9/L2                  | Corea del Sud - Min Ae Baek                                                 | Francia - Valerie Deconde                                               | Canada - Linda Hamilton                                                    |
| 100 m A4/A9                       | Canada - Claude Poumerol                                                    | Germania Ovest - Reinhild Möller                                        | Austria - Karin Gambal                                                     |
| 100 m A6/A8–9/L4                  | Germania Ovest - Petra Buddelmeyer                                          | Germania Ovest - Jessica Sachse                                         | Canada - Lynette Wildeman                                                  |
| 100 m B1                          | Spagna - Purificación Santamarta                                            | Corea del Sud - Bang Wol Kim                                            | Italia - Rossella Inverni                                                  |
| 100 m B2                          | Unione Sovietica - Raissa Jouravliova                                       | Brasile - Ádria Santos                                                  | Unione Sovietica - Rima Batalova                                           |
| 100 m B3                          | Cina - Jihong Zhao                                                          | Nuova Zelanda - Lesli Mancktelow                                        | Polonia - Helena Leja                                                      |
| 100 m C6                          | Svizzera - Zita Andrey                                                      | Brasile - Márcia Malsar                                                 | Canada - Sylvie Sauve                                                      |
| 100 m C7                          | Irlanda - Theresa Ward                                                      | Norvegia - Siw Kristin Vestengen                                        | Stati Uniti - Leslie Roth                                                  |
| 100 m C8                          | Irlanda - Alma Rock                                                         | Giappone - Maki Okada                                                   | Irlanda - Camilla McMahon                                                  |
| 200 m 1C                          | Messico - Leticia Torres                                                    | Germania Ovest - Yolande Hansen                                         | Stati Uniti - Jean Waters                                                  |
| 200 m 2                           | Stati Uniti - Brenda Zajac                                                  | Italia - Francesca Porcellato                                           | Stati Uniti - Ann Walters                                                  |
| 200 m 3                           | Italia - Sabrina Bulleri                                                    | Stati Uniti - Patricia Durkin                                           | Stati Uniti - Sherry Ann Ramsey                                            |
| 200 m 4                           | Messico - Cecilia Vazquez                                                   | Belgio - Marie-Line Pollet                                              | Stati Uniti - Charla Ramsey                                                |
| 200 m 5–6                         | Australia - Deahnne McIntyre                                                | Messico - Juana Soto                                                    | Stati Uniti - Jean Driscoll                                                |
| 200 m A1–3/A9/L2                  | Corea del Sud - Min Ae Baek                                                 | Francia - Valerie Deconde                                               | Canada - Linda Hamilton                                                    |
| 200 m A4/A9                       | Germania Ovest - Reinhild Möller                                            | Canada - Claude Poumerol                                                | Austria - Karin Gambal                                                     |
| 200 m A6/A8–9/L4                  | Germania Ovest - Petra Buddelmeyer                                          | Germania Ovest - Jessica Sachse                                         | Canada - Lynette Wildeman                                                  |
| 200 m C7                          | Norvegia - Siw Kristin Vestengen                                            | Portogallo - Maria Albertina Cabral                                     | Stati Uniti - Jacquelyn Payne                                              |
| 200 m C8                          | Canada - Sylvie Bergeron                                                    | Stati Uniti - Tiffani McCoy                                             | Germania Ovest - Annette Saeger                                            |
| 400 m 1C                          | Messico - Leticia Torres                                                    | Germania Ovest - Yolande Hansen                                         | Stati Uniti - Jean Waters                                                  |
| 400 m 2                           | Danimarca - Ingrid Lauridsen                                                | Australia - Yvette McLellan                                             | Stati Uniti - Ann Walters                                                  |
| 400 m 3                           | Stati Uniti - Patricia Durkin                                               | Svizzera - Daniela Jutzeler                                             | Regno Unito - Tanni Grey-Thompson                                          |
| 400 m 4                           | Danimarca - Connie Hansen                                                   | Messico - Cecilia Vazquez                                               | Stati Uniti - Maria Hill                                                   |
| 400 m 5–6                         | Messico - Juana Soto                                                        | Australia - Deahnne McIntyre                                            | Stati Uniti - Jean Driscoll                                                |
| 400 m A1–3/A9/L2                  | Francia - Valerie Deconde                                                   | Canada - Linda Hamilton                                                 | Corea del Sud - Min Ae Baek                                                |
| 400 m A6/A8–9/L4                  | Germania Ovest - Petra Buddelmeyer                                          | Finlandia - Tanja Tervonen                                              | Germania Ovest - Jessica Sachse                                            |
| 400 m B1                          | Unione Sovietica - Tamara Pankova                                           | Spagna - Purificación Santamarta                                        | Italia - Rossella Inverni                                                  |
| 400 m B2                          | Unione Sovietica - Rima Batalova                                            | Brasile - Ádria Santos                                                  | Brasile - Anelise Hermany                                                  |
| 400 m B3                          | Cina - Jihong Zhao                                                          | Polonia - Helena Leja                                                   | Unione Sovietica - Danute Chmidek                                          |
| 400 m C7                          | Norvegia - Siw Kristin Vestengen                                            | Portogallo - Maria Albertina Cabral                                     | Canada - Sonja Atkins                                                      |
| 400 m C8                          | Giappone - Maki Okada                                                       | Canada - Sylvie Bergeron                                                | Germania Ovest - Annette Saeger                                            |
| 800 m 1C                          | Messico - Leticia Torres                                                    | Francia - Florence Gossiaux                                             | Germania Ovest - Yolande Hansen                                            |
| 800 m 2                           | Danimarca - Ingrid Lauridsen                                                | Stati Uniti - Ann Cody-Morris                                           | Stati Uniti - Brenda Zajac                                                 |
| 800 m 3                           | Stati Uniti - Candace Cable-Brooks                                          | Stati Uniti - Sherry Ann Ramsey                                         | Svizzera - Daniela Jutzeler                                                |
| 800 m 4                           | Danimarca - Connie Hansen                                                   | Stati Uniti - Tracy Miller                                              | Irlanda - Kay McShane                                                      |
| 800 m A1–3/A9/L2                  | Paesi Bassi - Janet Jansen                                                  | Canada - Linda Hamilton                                                 | Francia - Valerie Deconde                                                  |
| 800 m B1                          | Unione Sovietica - Tamara Pankova                                           | Italia - Rossella Inverni                                               | Jugoslavia - Refija Okic                                                   |
| 800 m B2                          | Unione Sovietica - Rima Batalova                                            | Brasile - Anelise Hermany                                               | Stati Uniti - Paige McClean                                                |
| 800 m B3                          | Stati Uniti - Patti Egensteiner                                             | Unione Sovietica - Danute Chmidek                                       | Stati Uniti - Stephanie Lacour                                             |
| 800 m C7                          | Stati Uniti - Susan Moucha                                                  | Canada - Norma Lorincz                                                  | Canada - Racquel Head                                                      |
| 800 m C8                          | Giappone - Maki Okada                                                       | Stati Uniti - Barbara Buchan                                            | Germania Ovest - Annette Saeger                                            |
| 1500 m 1C                         | Germania Ovest - Yolande Hansen                                             | Messico - Leticia Torres                                                | Stati Uniti - Monique Jannette                                             |
| 1500 m 2                          | Germania Ovest - Margit Quell                                               | Stati Uniti- Ann Cody-Morris                                            | Danimarca - Ingrid Lauridsen                                               |
| 1500 m 3                          | Stati Uniti - Candace Cable-Brooks                                          | Stati Uniti - Sherry Ann Ramsey                                         | Svizzera - Daniela Jutzeler                                                |
| 1500 m 4                          | Danimarca - Connie Hansen                                                   | Stati Uniti - Maria Tracy Miller                                        | Stati Uniti - Maria Hill                                                   |
| 1500 m A1–3/A9/L2                 | Paesi Bassi - Janet Jansen                                                  | Stati Uniti - Sacajuwea Hunter                                          | Canada - Linda Hamilton                                                    |
| 1500 m B1                         | Unione Sovietica - Tamara Pankova                                           | Italia - Rossella Inverni                                               | Jugoslavia - Refija Okic                                                   |
| 3000 m A1–3/A9/L2                 | Paesi Bassi - Janet Jansen                                                  | Stati Uniti - Sacajuwea Hunter                                          | Corea del Sud - Myung Soon Kang                                            |
| 5000 m 2                          | Germania Ovest - Margit Quell                                               | Stati Uniti - Ann Cody-Morris                                           | Danimarca - Ingrid Lauridsen                                               |
| 5000 m 4                          | Danimarca - Connie Hansen                                                   | Stati Uniti - Tracy Miller                                              | Belgio - Chris de Craene                                                   |
| 10000 m 2                         | Germania Ovest - Margit Quell                                               | Stati Uniti - Ann Cody-Morris                                           | Danimarca - Ingrid Lauridsen                                               |
| Maratona 2                        | Stati Uniti - Tami Oothoudt                                                 | Stati Uniti - Ann Walters                                               | Nuova Zelanda - Patricia Hill                                              |
| Maratona 3                        | Stati Uniti - Candace Cable-Brooks                                          | Stati Uniti - Sherry Ann Ramsey                                         | Giappone - Itsuko Maeda                                                    |
| Maratona 4                        | Danimarca - Connie Hansen                                                   | Stati Uniti - Tracy Miller                                              | Irlanda - Kay McShane                                                      |
| Staffetta 4×100 m 2–6             | Italia Milena Balsamo Sabrina Bulleri Francesca Porcellato Tina Varano      | Stati Uniti Jean Driscoll Patricia Durkin Kristine Graham Charla Ramsey | Hong Kong Kam Tim Chan Ping Cho Kam Mui Ng Mei Lan Wong                    |
| Staffetta 4×200 m 2–6             | Stati Uniti Candace Cable-Brooks Jean Driscoll Patricia Durkin Brenda Zajac | Messico Araceli Castro Dora Garcia Juana Soto Cecilia Vazquez           | Italia Milena Balsamo Sabrina Bulleri Francesca Porcellato Cinzia Pozzobon |
| Staffetta 4×400 m 2–6             | Stati Uniti Candace Cable-Brooks Sherry Ann Ramsey Ann Walters Brenda Zajac | Australia Meredith Jones Deahnne McIntyre Yvette McLellan Julie Russell | Italia Milena Balsamo Francesca Porcellato Cinzia Pozzobon Tina Varano     |
| Salto in lungo B1                 | Paesi Bassi - Joke van Rijswijk                                             | Spagna - Purificación Santamarta                                        | Stati Uniti - Lori Bennett                                                 |
| Salto in lungo B2                 | Unione Sovietica - Raissa Jouravliova                                       | Austria - Mariano Susitz                                                | Norvegia - Mona Ullmann                                                    |
| Salto in lungo B3                 | Stati Uniti - Patti Egensteiner                                             | Cina - Jihong Zhao                                                      | Nuova Zelanda - Lesli Mancktelow                                           |
| Lancio della clava C3             | Stati Uniti - Susan Edwards                                                 | Irlanda - Lorraine Gallagher                                            | Regno Unito - Anne Woffinden                                               |
| Lancio del disco 1B               | Regno Unito - Isabel Barr                                                   | Porto Rico - Isabel Bustamante                                          | Giamaica - Minette Wilson                                                  |
| Lancio del disco 2                | Stati Uniti - Christine Rupert                                              | Kuwait - Adelah Al-Roumi                                                | Irlanda - Christina Dodrill                                                |
| Lancio del disco 3                | Stati Uniti - Laura Schwanger                                               | Irlanda - Cathy Dunne-Fitzpatrick                                       | Australia - Julie Russell                                                  |
| Lancio del disco 4                | Stati Uniti - Kathryne Lynne Carlton                                        | Belgio - Marie-Line Pollet                                              | Polonia - Halina Sobolewska                                                |
| Lancio del disco 5                | Germania Ovest - Elka Munker                                                | Giamaica - Sylvia Grant                                                 | Francia - Martine Prieur                                                   |
| Lancio del disco A6/A8-9/L6       | Germania Ovest - Britta Jaenicke                                            | Polonia - Zofia Mielech                                                 | Germania Ovest - Barbel Zielonka                                           |
| Lancio del disco B1               | Regno Unito - Denise Ross                                                   | Cina - Meijie Song                                                      | Austria - Hildegard Monschein                                              |
| Lancio del disco B2               | Jugoslavia - Nada Vuksanovic                                                | Unione Sovietica - Raissa Jouravliova                                   | Canada - Jacqueline Toews                                                  |
| Lancio del disco C3               | Stati Uniti - Susan Edwards                                                 | Irlanda - Lorraine Gallagher                                            | Regno Unito - Anne Trotman                                                 |
| Lancio del disco C7               | Canada - Joanne Bouw                                                        | Belgio - Ann-Gael de Saint                                              | Svizzera - Zita Andrey                                                     |
| Distance throw C1                 | Portogallo - Olga Pinto                                                     | Stati Uniti - Tracy D'Angelo                                            | Regno Unito - Kerry Taylor                                                 |
| Lancio del giavellotto 1B         | Giamaica - Minette Wilson                                                   | Porto Rico - Isabel Bustamante                                          | Regno Unito - Isabel Newstead                                              |
| Lancio del giavellotto 2          | Kuwait - Adelah Al-Roumi                                                    | Kenya - Grace Muteti                                                    | Stati Uniti - Christine Rupert                                             |
| Lancio del giavellotto 3          | Stati Uniti - Laura Schwanger                                               | Kenya - Lucy Wanjiru Njorogg                                            | Australia - Julie Russell                                                  |
| Lancio del giavellotto 4          | Polonia - Halina Sobolewska                                                 | Stati Uniti - Kathryne Lynne Carlton                                    | Giamaica - Henrietta Davis                                                 |
| Lancio del giavellotto 5          | Israele - Zipora Rubin                                                      | Giamaica - Sylvia Grant                                                 | Germania Ovest - Elka Munker                                               |
| Lancio del giavellotto A6/A8-9/L6 | Germania Ovest - Britta Jaenicke                                            | Australia - Donna Smith                                                 | Germania Ovest - Jessica Sachse                                            |
| Lancio del giavellotto B1         | Germania Ovest - Brigitte Otto-Lange                                        | Cina - Meijie Song                                                      | Austria - Hildegard Monschein                                              |
| Lancio del giavellotto B2         | Norvegia - Mona Ullmann                                                     | Germania Ovest - Heike Madler                                           | Polonia - Maria Sobiech                                                    |
| Lancio del giavellotto C3         | Stati Uniti - Susan Edwards                                                 | Australia - Karen Gill                                                  | Regno Unito - Anne Trotman                                                 |
| Lancio del giavellotto C7         | Canada - Joanne Bouw                                                        | Irlanda - Theresa Ward                                                  | Stati Uniti - Deborah Hearn                                                |
| Precision throw C1                | Portogallo - Olga Pinto                                                     | Regno Unito - Kerry Taylor                                              | Portogallo - Emilia Costa                                                  |
| Getto del peso 1B                 | Porto Rico - Isabel Bustamante                                              | Regno Unito - Isabel Barr                                               | Giamaica - Minette Wilson                                                  |
| Getto del peso 2                  | Kuwait - Adelah Al-Roumi                                                    | Irlanda - Christina Dodrill                                             | Stati Uniti - Christine Rupert                                             |
| Getto del peso 3                  | Stati Uniti - Laura Schwanger                                               | Australia - Julie Russell                                               | Kenya - Lucy Wanjiru Njorogg                                               |
| Getto del peso 4                  | Jugoslavia - Milka Milinkovic                                               | Stati Uniti - Kathryne Lynne Carlton                                    | Belgio - Marie-Line Pollet                                                 |
| Getto del peso 5                  | Regno Unito - Dorothy Ripley                                                | Germania Ovest - Elka Munker                                            | Israele - Zipora Rubin                                                     |
| Getto del peso B1                 | Australia - Patricia Molseed                                                | Regno Unito - Denise Ross                                               | Canada - Trish Lovegrove                                                   |
| Getto del peso B2                 | Jugoslavia - Nada Vuksanovic                                                | Norvegia - Mona Ullmann                                                 | Canada - Ljiljana Ljubisic                                                 |
| Getto del peso C3                 | Stati Uniti - Susan Edwards                                                 | Stati Uniti - Kathleen Barletta                                         | Regno Unito - Anne Trotman                                                 |
| Getto del peso C4                 | Paesi Bassi - Ans Bouwmeester                                               | Germania Ovest - Martina Willms                                         | Canada - Marjorie Lynch                                                    |
| Getto del peso C7                 | Canada - Joanne Bouw                                                        | Belgio - Ann-Gael de Saint                                              | Norvegia - Birte Oddny Larsen                                              |
| Slalom 3                          | Giappone - Yumi Ito                                                         | Giappone - Michiyo Watanuki                                             | Nuova Zelanda - Patricia Hill                                              |
| Slalom 4                          | Giappone - Rumi Sakauchi                                                    | Corea del Sud - Hyun Hee Cho                                            | Giappone - Schiharu Imaizumi                                               |
| Slalom C1                         | Regno Unito - Kerry Taylor                                                  | Regno Unito - Carol Johnson                                             | Stati Uniti - Lee Graybeal                                                 |
| Pentathlon 3                      | Stati Uniti - Laura Schwanger                                               | Australia - Julie Russell                                               | Irlanda - Cathy Dunne-Fitzpatrick                                          |
| Pentathlon 4                      | Belgio - Marie-Line Pollet                                                  | Stati Uniti - Kathryne Lynne Carlton                                    | Polonia - Halina Sobolewska                                                |
| Pentathlon 5–6                    | Francia - Martine Prieur                                                    | Giamaica - Sylvia Grant                                                 | Israele - Zipora Rubin                                                     |
| Pentathlon B2                     | Unione Sovietica - Raissa Jouravliova                                       | Norvegia - Mona Ullmann                                                 | Finlandia - Jaana Oikarainen                                               |

### Gare miste
| Evento                 | Oro                                                                   | Argento                                                      | Bronzo                                                         |
| Staffetta 4×100 m C2–3 | Irlanda David Boland Martin Costello Lorraine Gallagher Darrin Jordan | Stati Uniti Lee Jonas Phillip Laing David Osborn Rene Rivera | Canada Jamie Bone Andre Lavallee Laura Misciagna David Severin |